# Alexander van Rome

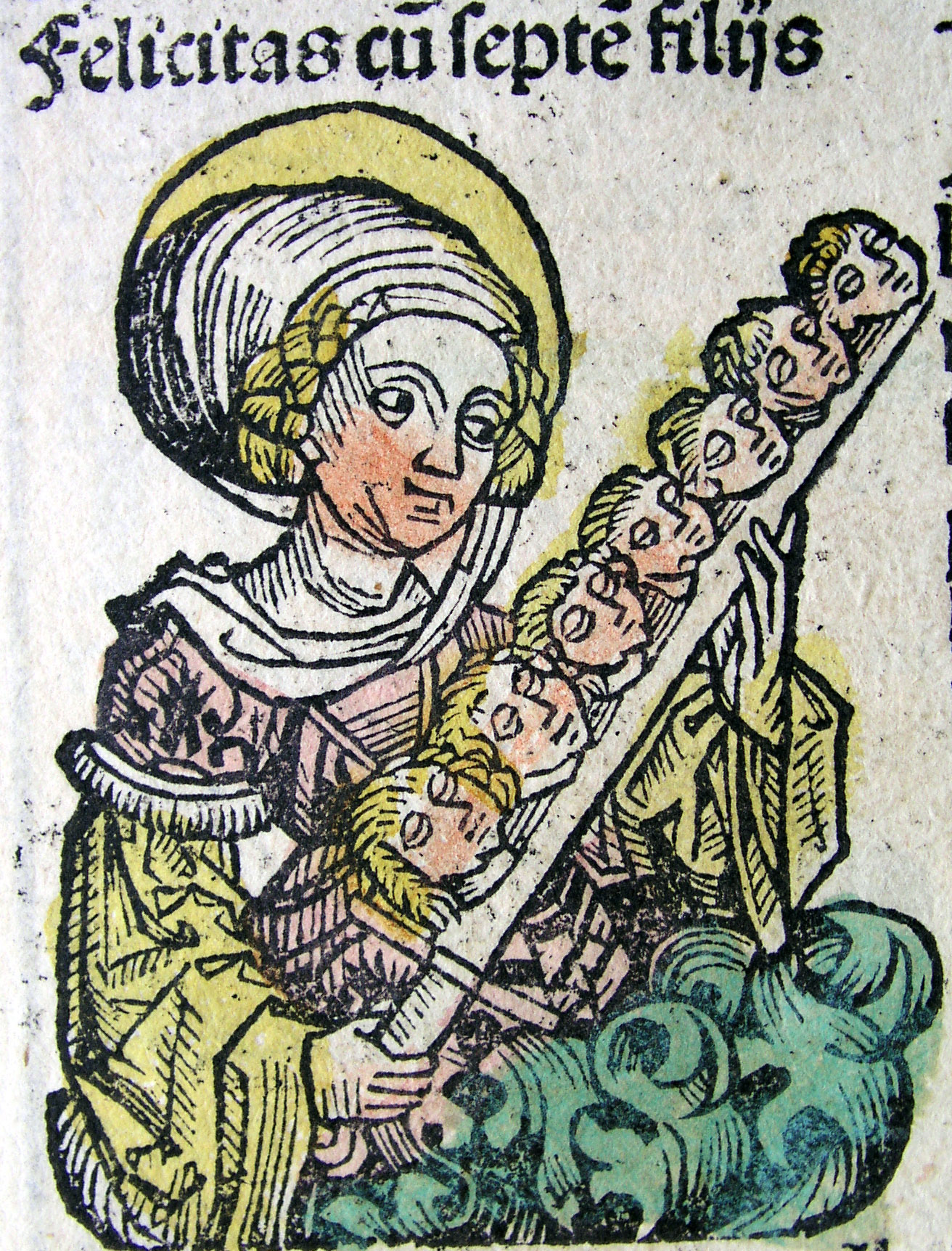
Felicitas met haar zeven zonen (Nurembergkroniek).

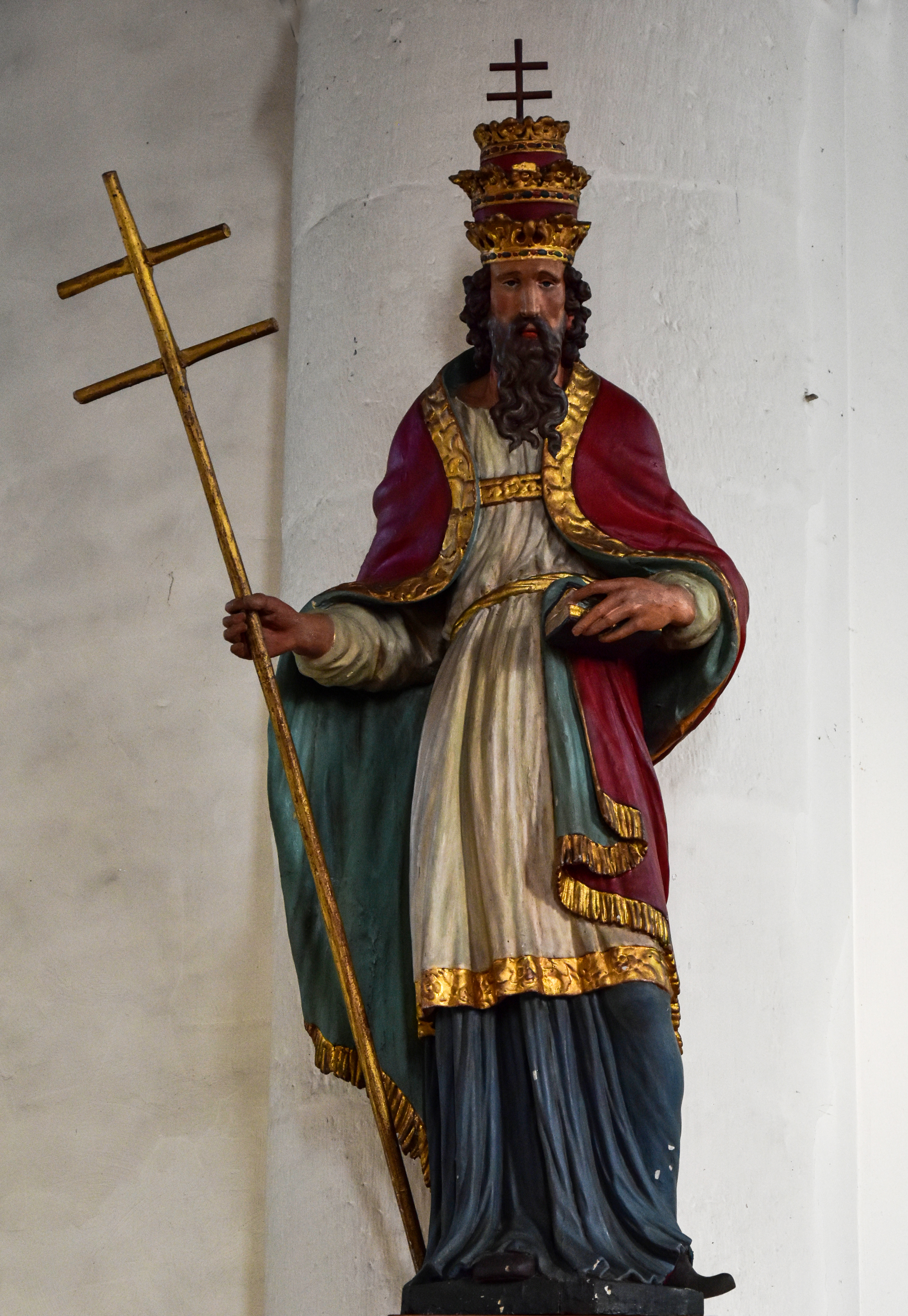
Alexander in de Sint-Hermes-en-Alexanderkerk te Theux

Alexander van Rome (ca. 2e eeuw, Rome - 165, Rome) was een christelijk martelaar in het Romeinse Rijk. Zijn katholieke gedenkdag is 10 juli, zijn orthodoxe 13 mei.

## Leven
Volgens de overlevering was Alexander een van de zeven zonen van de martelares Felicitas. Hij zou samen met zijn broers Ianuaris, Felix, Martialis, Philippus, Silvanus en Vitalis ten tijde van Marcus Aurelius, volgens andere overleveringen ten tijde van keizer Antoninus Pius, voor de ogen van hun moeder zijn doodgemarteld. Daarna zou ook Felicitas worden gedood en in de catacombe van Maximus aan de Via Salaria worden bijgezet; haar gedenkdag is 23 november.

## Relikwieënoverbrenging

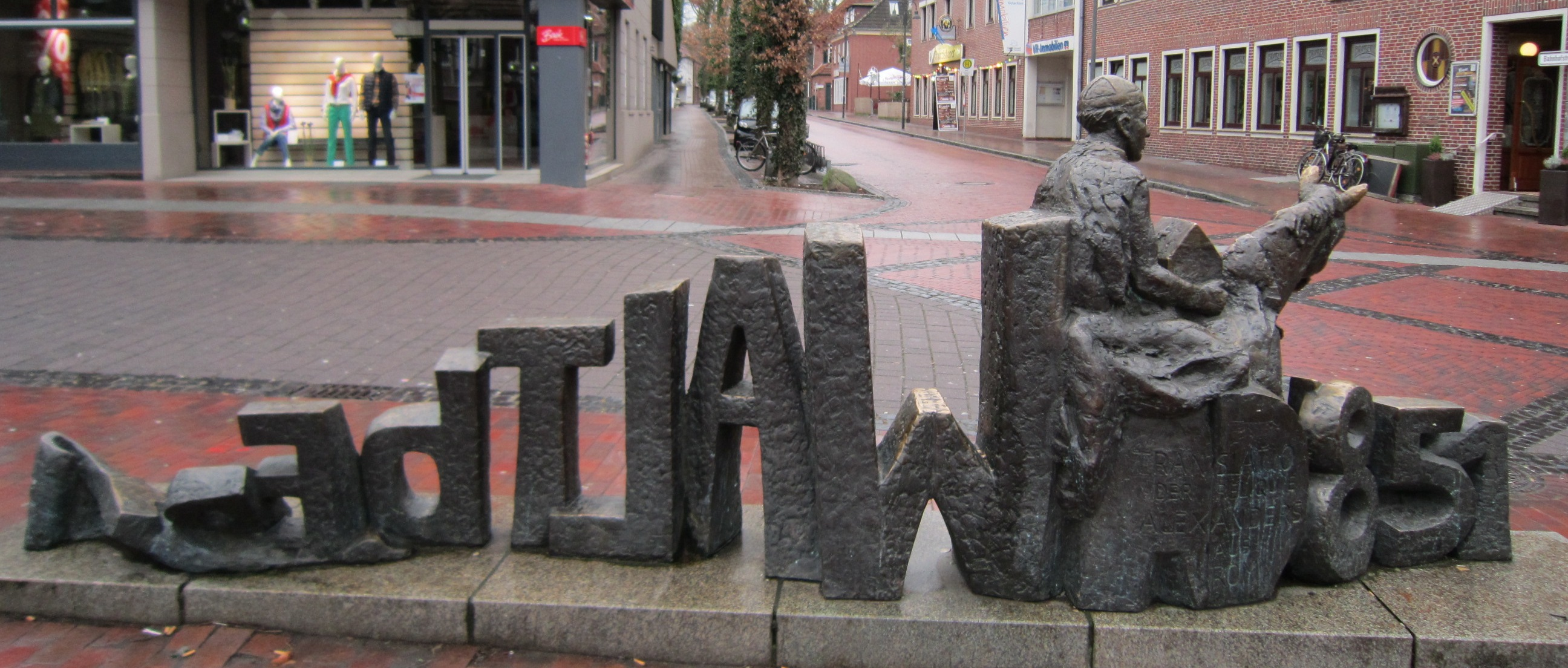
Bronzen beeldhouwwerk ter herinnering aan de overbrenging van het gebeente van de Heilige Alexander naar Wildeshausen voor het stadhuis van Wildeshausen.

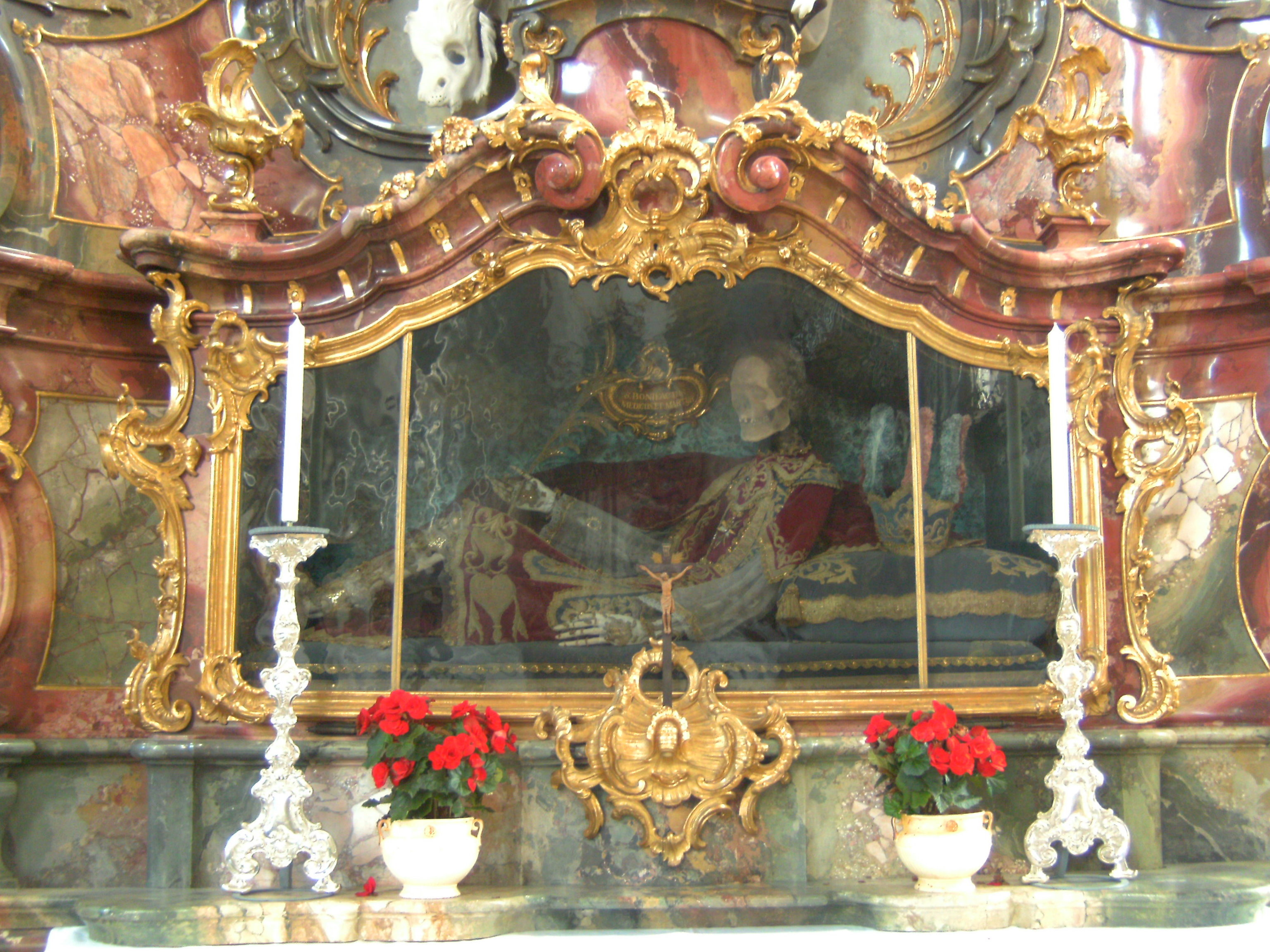
Relikwieënschrijn in de abdij Ottobeuren.

In de winter van 850/851 zou op aansporing van Waltbraht of Waltbert, graaf in Lerigau en kleinzoon van de leider van de Saksen Widukind, relikwieën van de heilige Alexander in het oosten van zijn gouw gelegen Wildeshausen (ten zuiden van Bremen) zijn overgebracht geworden, waar Waltbraht een kapittelsticht had gevestigd. Deze overdracht paste in het kader van talrijke andere relikwieëntranslaties uit de tijd, die de Saksenmissie moesten ondersteunen. Over de overbrenging en de haar begeleidende wonderen vertelt de translatielegende De miraculis sancti Alexandri.
In de 12e eeuw gingen Alexanderrelikwieën naar de abdij Neuwerk bij Halle en naar de Rijksabdij Ottobeuren. Twee armrelikwieën van Wildeshausen uit het begin van de 13e eeuw bevinden zich vandaag in de Sint-Joriskerk in Vechta.